# Vladimir Korolkov
Pour les articles homonymes, voir Korolkov.
Vladimir Aleksandrovitch Korolkov (en russe : Владимир Александрович Корольков) est un compositeur russe de problèmes d'échecs et de finales d'échecs né le 7 novembre 1907 à Krasnodar et mort le 19 mai 1987 à Leningrad. Spécialiste des finales d'échecs artistiques, il fut nommé juge international pour la composition échiquéenne en 1956 et reçut le titre de maître international pour la composition échiquéenne en 1965 et celui de grand maître international pour la composition échiquéenne en 1976. Il a remporté plus de cent-cinquante premier prix de composition de finales artistiques.
Vladimir Korolkov était ingénieur électrique de profession. Il remporta le premier championnat officieux de composition échiquéenne organisé en URSS en 1929 et partagea la première place avec  Mark Libourkine lors du deuxième championnat officiel soviétique de 1947-1948.  Il fut le seul vainqueur du septième championnat de composition en 1962-1964.